# Rio Kalix
Kalix (em sueco: Kalixälven ou Kalix älv;  PRONÚNCIA) é um rio das províncias da Lapónia e Norrbotten, na Suécia. Nasce na região montanhosa do Kebnekaise, atravessa os lagos Paitta e Kaala, e deságua a sudeste de Kalix, no Golfo de Bótnia, no Mar Báltico. Tem extensão de 430 quilômetros e bacia hidrográfica de 18 000 quilômetros quadrados. É um dos quatro grandes rios selvagens - sem barragens hidrelétricas - da região da Norlândia.